# 前1160年代
| 千纪： | 前2千纪 |
| 世纪： | 前13世纪 \| 前12世纪 \| 前11世纪                                                                                     |
| 年代： | 前1190年代 \| 前1180年代 \| 前1170年代 \| 前1160年代 \| 前1150年代 \| 前1140年代 \| 前1130年代                       |
| 年份： | 前1169年 \| 前1168年 \| 前1167年 \| 前1166年 \| 前1165年 \| 前1164年 \| 前1163年 \| 前1162年 \| 前1161年 \| 前1160年 |

## 重要事件及趋势
- 前1166年，—狄斯科蒂亚曆法（英语：Discordian calendar）的開始
- 前1162年，—埃兰征服者带走巴比伦的马尔杜克塑像。
- 前1160年，—自从雅赫摩斯一世吞并努比亚之后，库施从古埃及独立出来。

## 重要人物
- 拉美西斯五世